# Marianne Thieme
Marianne Thieme (Ede; 6 de marzo de 1972) es una política neerlandesa que actualmente ocupa un escaño en la Segunda Cámara de los Estados Generales para el período legislativo 2012-2017 por el Partido por los Animales (Partij voor de Dieren), conglomerado del que fue una de sus fundadoras el 28 de octubre de 2002. Representando a este partido, participó en las elecciones parlamentarias de 2003, las Elecciones al Parlamento Europeo de 2004, y las elecciones a la cámara baja en 2006 donde logró ingresar y posteriormente, ser reelegida sucesivamente.
Dentro de su trabajo en la cámara baja participa en diversas comisiones, entre las que están las de Defensa; Asuntos Económicos; Educación, Cultura y Ciencia; Asuntos Europeos; Finanzas; Relaciones Exteriores; Comercio Exterior y Cooperación para el Desarrollo; Salud, Bienestar y Deportes; Infraestructura y Medio Ambiente; Servicios de Inteligencia y Seguridad; Interior; Relaciones del Reino; Seguridad y Justicia; Asuntos Sociales y Empleo; entre otros.